# 1876 في الجزائر
تحتوي هذه المقالة على أهم الأحداث التي شهدتها الجزائر في 1875، إضافة إلى أهم الشخصيات المولودة والمتوفية في هذه السنة.

## الأحداث
- 1 سبتمبر – افتتح القسم الأول بين عنابة و دوفيفييه (بوشقوف) من خط سكة حديد من عنابة إلى جبل العنق بطول 55 كيلومتر  لحركة المرور.